# Sásd
Sásd (en croata: Šaš) es una ciudad del condado de Baranya, en el sur de Hungría. Además, ejerce como capital del distrito de Hegyhát. En 2024, Sásd tenía una población total de 2 810 habitantes.

## Ciudades hermanadas
Sásd está hermanada con:
- Izvoru Crișului, Rumanía
- Raaba, Austria
- Mogilany, Polonia